# Gunnhildr Konungamóðir
Gunnhildr konungamóðanar (del nòrdic antic: Gunnhild, 'mare de reis'), també Gunnhild Gormsdóttir (en referència al seu presumpte pare Gorm el Vell, segons fonts) o alternativament Gunnhild Özurardóttir (en referència a un altre presumpte pare Ozur Toti, segons fonts, 902 - 970) és un prolífic personatge de la protohistòria escandinava que apareix en algunes sagues nòrdiques: Fagrskinna, Saga d'Egill Skallagrímson, Saga de Njál i Heimskringla i sagues islandeses entre les quals destaca Landnámabók, i segons les quals fou reina consort d'Eric el Sanguinari, rei de Noruega. Molts aspectes de la vida de Gunnhildr es contradiuen segons les fonts, fins i tot el seu parentiu, que ha estat molt debatut entre historiadors, que remarquen que les possibles diferències es deuen a la influència dels islandesos i la seua profunda hostilitat al rei Eric i la seua consort. Les sagues ressalten que Harald I de Noruega unificà el país a sang i foc i que al seu hereu tampoc li importà vessar fins i tot la sang dels seus germans, tot i que poc després es van veure forçats a l'exili a les Òrcades, Jòrvik i Dinamarca. Alguns fills seus governaren Noruega i els seus territoris a la fi del s. X.

## Història Norvegiae
Historia Norwegie (s. XII), assumeix que Gunnhildr era filla de Gorm el Vell, rei de Dinamarca, i que Eric i Gunnhildr es trobaren per primera vegada en una festa que oferí Gorm. Els historiadors moderns donen per bona aquesta versió, la unió de dues cases reials com els Ynglings noruecs i la casa reial danesa (que proclamava ser descendent de Ragnar Lodbrok) en un procés de consolidació de les seues respectives nacions. Eric era fruit de la unió d'Harald i Ragnhild, una princesa de Jutlàndia. La suposada ascendència de Gorm en referència a Ragnar apareix en Ragnarssona táttr (§§ 3–4), tot i que en açò la majoria d'historiadors, consideren la informació confusa i poc fiable. Gwyn Jones és qui incideix més a identificar Gunnhildr com a filla del rei Gorm, fent referència a les històries sobre el seu origen a Halogaland i la tutoria de fetillers samis com a argument de l'hostilitat islandesa cap a la reina consort i el seu marit Eric.

## Sagues
Heimskringla afirma que Gunnhildr era filla d'Ozur Toti, un hersir de Halogaland, i la Saga d'Egill Skallagrímson ho corrobora:
Eric s'enfrontà en gran batalla al Dvinà Septentrional (Bjarmaland), i hi aconseguí una gran victòria com així testimonien els skalds coetanis i els seus poemes. En la mateixa expedició conegué a Gunnhild, filla d'Ozur Toti, i se l'emportà a la seua llar.
Gwyn Jones, però, considera que la majoria de registres sobre Gunnhildr procedents de fonts islandeses són ficció, però tant Theodoricus Monachus com Ágrip af Nóregskonungasögum reporten que Gunnhildr estigué en la cort d'Harald Blåtand després de la mort d'Eric, i el rei danés li oferí matrimoni; si aquest testimoniatge és correcte, la identificació de Gunnhildr com a germana d'Harald (fill de Gorm el Vell) és discutible.
Heimskringla també relata que Gunnhildr visqué un cert temps amb els samis, dels quals aprengué la màgia de dos fetillers del seidr, que a canvi sol·licitaven favors sexuals, la qual cosa la induí a seduir a Eric, que tornava d'una incursió a Bjarmaland i incitar-lo a matar-los. Eric la dugué a Noruega i volgué casar-s'hi. Fagrskinna, obra més antiga, simplement diu que Eric conegué a Gunnhild durant una expedició, i que ella era «filla adoptiva i educada <...> en la cort de Mǫttull, rei dels samis finesos». L'estada de Gunnhild amb els samis, segons la historiadora Marlene Ciklamini, és una rondalla creada per inculpar la reina consort com la causa de tots els mals del govern d'Eric.

## Reina consort

### Mort dels germans d'Eric i exili
Les sagues citen diversos fills, fruit del matrimoni entre Gunnhildr i Eric: Bjorn Gamle, el major; Guthorm, Harald, Ragnfred, Ragnhild, Erling, Gudrod i Sigurd Sleva. La Saga d'Egill esmenta un altre fill, anomenat Rögnvald, però es desconeix si és un dels fills esmentats en Heimskringla o fruit d'una altra relació d'Eric (o fins i tot de Gunnhildr).
Gunnhildr tenia fama de völva (bruixa). Abans de la mort d'Harald I de Noruega, Halfdan Haraldsson el Negre, mig germà d'Eric, va morir en estranyes circumstàncies i Gunnhildr fou sospitosa d'haver «subornat una bruixa per enverinar-lo.» Poc després, Harald mor i Eric consolida el seu poder en tot el país, i comença un procés d'assetjament contra els seus germans, instigat per Gunnhildr, amb el resultat de quatre d'ells morts: Bjorn Farmann i després Olaf i Sigrod en el camp de batalla, prop de Tønsberg. Com a resultat del govern tirànic d'Eric, aparentment exagerat en les sagues, és expulsat de Noruega quan els nobles es posen a favor de Haakon el Bo.

### Òrcades, Jòrvik i mort d'Eric
Segons les sagues islandeses, Eric, la seua família i seguici se n'anaren a les Òrcades, on s'estigueren uns anys. Durant aquest període, Eric fou conegut com a "rei de les Òrcades" pels seus vassalls de facto, els jarls Arnkell i Erlend Einarsson. Després es dirigiren a Jòrvik, quan accepten la invitació de Wulfstan, arquebisbe de York, governen al nord d'Anglaterra. Segons la Saga de Haakon el Bo, fou el rei Etelstan qui assignà Eric a la governació de Jòrvik, però es considera cronològicament problemàtic perquè Etelstan va morir al 939. Ashley, entre d'altres, proposen que Eric rebé el beneplàcit reial però que no es faria efectiu fins a més tard. El rei i la seua consort reberen el baptisme cristià a Jòrvik.
Després de la mort d'Eric en la batalla de Stainmore (954), els supervivents informaren de la derrota i la pèrdua de Jòrvik a Gunnhildr i els seus fills a Northúmbria, per la qual cosa tornaren a les Òrcades, on encara rebien tribut del nou jarl, Thorfinn Hausakljúfr.
A partir d'ací, Gunnhildr pren protagonisme i decideix casar la seua filla Ragnhild amb el fill del jarl, Arnfinn, i se'n va a Dinamarca amb els seus fills homes. Ragnhild, fidel espill de sa mare segons la Saga Orkneyinga, seria culpable de la mort del seu marit Arnfinn; es casa amb el seu germà Havard Thorfinnsson i després d'enviduar una altra vegada per estranyes circumstàncies, es casa amb un tercer germà, Ljot Thorfinnsson.

### Egill Skallagrímsson
Gunnhildr era la Nèmesi d'Egill Skallagrímsson, com es reflecteix en la seua saga i poemes que la presenten d'una manera particularment negativa. Egill coneix Eric quan el seu germà major, Thorolf, amic del llavors príncep, li'l presenta. Era un període d'enteniment en tots dos cònjuges, Eric i Gunnhildr. Però durant un viatge a Noruega cap al 930, Egill té una disputa amb uns membres de la cort reial, entre els quals es trobava Bárðr d'Atley, a qui mata després d'un afront i que pertanyia al clan familiar de Gunnhildr. Gunnhildr envia dos germans a assassinar Egill i Thorolf, però Egill els mata en un enfrontament, i incrementa així la set de venjança de la reina.
Eric declara a Egill pròfug a Noruega. Berg-Önundr s'encarrega de reunir una partida de soldats per capturar el fugitiu, però va mor també a mans d'Egill. Durant la seua fugida també s'enfronta i mata un dels fills d'Eric, Rögnvald, i esgotada la paciència fa un ritual màgic (nídstöng) amb una maledicció, condemnant els monarques a l'exili, com així ocorre.
La darrera trobada entre Egill i Gunnhildr fou al voltant del 948 a Jòrvik. La nau d'Egill naufraga a Anglaterra amb tan mala fortuna que és capturat per Eric, que el condemna a mort, però Egil, un consumat skald, compon un drápa anomenat Höfudlausn, lloant la figura reial en la vespra de l'execució, malgrat que, segons la saga, és persistentment interromput per un ocell mentre el compon, que presumiblement era Gunnhildr disfressada amb la seua màgia. Eric li perdona la vida contra els desigs de Gunnhildr.

## Mare de reis

### Dinamarca

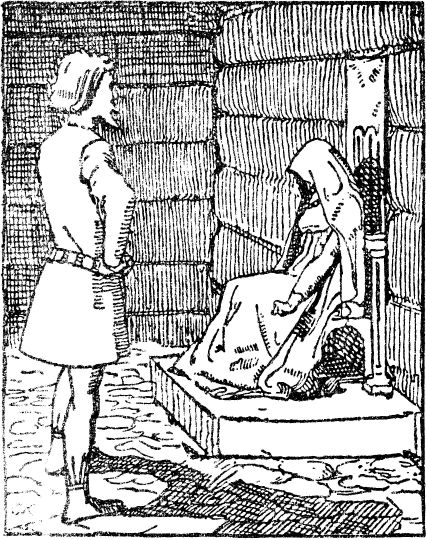
Gunnhildr rep la notícia de la mort d'Eric. Il·lustració de C. Krohg

Després de la mort del rei Eric, Gunnhildr i els seus fills es refugien en la cort d'Harald Blåtand a Roskilde. Harald devia ser germà o mig germà de Gunnhildr. La tradició escàldica adscriu a Gunnhildr la petició de compondre el poema Eiríksmál en honor del seu marit mort en combat.
A Dinamarca, Harald Blåtand es converteix en protector i pare adoptiu d'Harald Eiríkson i els seus germans reben propietats i títols. El rei Harald es veu embolicat en una guerra contra Haakon el Bo i degué emprar la figura reivindicativa de Gunnhildr i els seus fills contra el rei noruec. Gamle Eriksson mor en el camp de batalla l'any 960.

### Noruega
Gunnhildr torna triomfant a Noruega quan els fills que encara romanien vius maten el rei Haakon en la batalla de Fitjar (961). Irònicament, tot i que la victòria en fou de les tropes de Haakon, la seua mort provocà un buit de poder que aprofità Harald, amb ajut danés, per prendre el poder. És en aquest període quan Gunnhildr rep el sobrenom de konungamóðanar, o «Mare de reis». Durant el regnat d'Harald Greyhide, Gunnhildr domina pràcticament la cort; segons Heimskringla ella s'«involucra molt en els afers del país». Els fills de Gunnhildr segueixen la mateixa política tirànica del difunt Eric, enfrontats, assassinen molts jarls i reis vikings dels territoris noruecs, i s'apoderen de les seues propietats. La fam, possiblement a causa d'aquestes campanyes, s'estengué pel Regne d'Harald.
Entre els assassinats (cap al 963) estava l'influent Tryggve Olafsson, la vídua del qual, Astrid Eiriksdotter, s'escapa amb el seu fill Olaf Tryggvason i es refugia a Suècia, per després partir cap a Gardariki, on l'esperava son germà. Segons Heimskringla, la tràgica fugida provocada per la persecució de Gunnhildr i el rei Harald tingué conseqüències desastroses, tot i que Olaf arribaria a ser rei de Noruega.
Gunnhildr fou amant d'un islandés anomenat Hrut Herjolfsson, que pertanyia al hird d'Harald. La relació es considerà escandalosa i inadequada per la diferència d'edat i Gunnhildr no amagava mostres d'afecte en públic normalment reservades a matrimonis. Hrut compartia la mateixa habitació de la reina mare. La Saga de Laxdoela esmenta el profund amor que sentia pel jove:
Gunnhild, la reina, l'estimava tant que no n'hi havia d'igual entre la guàrdia [hird], ni en conversa ni en cap altra cosa. Fins i tot quan l'en comparava amb altres, i si esmentaven nobles, els homes podien besllumar que Gunnhildr pensava que en el fons hi havia pensaments sense sentit, o fins enveja, si qualsevol home es comparava amb Hrut.
La reina ajudà Hrut a prendre possessió d'una herència, i no tingué remordiments de planejar la mort d'un home anomenat Soti a mans d'un servent anomenat Augmund i el seu fill Gudrod. Quan Hrut torna a Islàndia, Gunnhildr l'obsequia amb molts regals, però el maleí amb priapisme quan va saber que Hrut s'havia compromés amb Unn, filla del lagman Mord Sighvatsson, i hi fou motiu de divorci.
Gunnhildr també mostrà feblesa i afecte per Ólafur pái Höskuldsson, un altre islandés i nebot de Hrut, que visità Noruega després del retorn del seu oncle al continent. Ella li recomanava els millors llocs i articles per a l'èxit de les seues expedicions comercials.

### Nou exili i mort
Håkon Sigurdsson, jarl de Lade, planejà matar el rei Harald Greyhide cap al 971 amb el beneplàcit d'Harald Blåtand, que havia convidat el seu fillol a Dinamarca amb l'excusa d'oferir-li un nou feu. A partir d'ací s'inicia una guerra civil, un bàndol encapçalat per Hakon Sigurdsson i un altre pels fills de Gunnhildr i Eric. La victòria en fou de Haakon i de nou Gunnhildr hagué d'exiliar-se amb els fills supervivents, Gudrod i Ragnfred. Tornen a les Òrcades i imposen el seu govern sobre el jarl Thorfinn. En aquesta ocasió, però, sembla que l'interés de Gunnhild se centra a recuperar el govern noruec que no un lloc on viure en pau; els seus fills utilitzen l'arxipèlag com a base per a les seues incursions bèl·liques contra Haakon Jarl.
Segons la Saga Jomsvikinga, Gunnhildr torna a Dinamarca cap al 977, però és assassinada per ordre d'Harald Blåtand ofegada en una torbera. Ágrip af Nóregskonungasögum i Historia de Antiquitate Regum Norwagiensium de Theodoricus Monachus corroboren aquesta versió.

## La dona d'Haraldskær

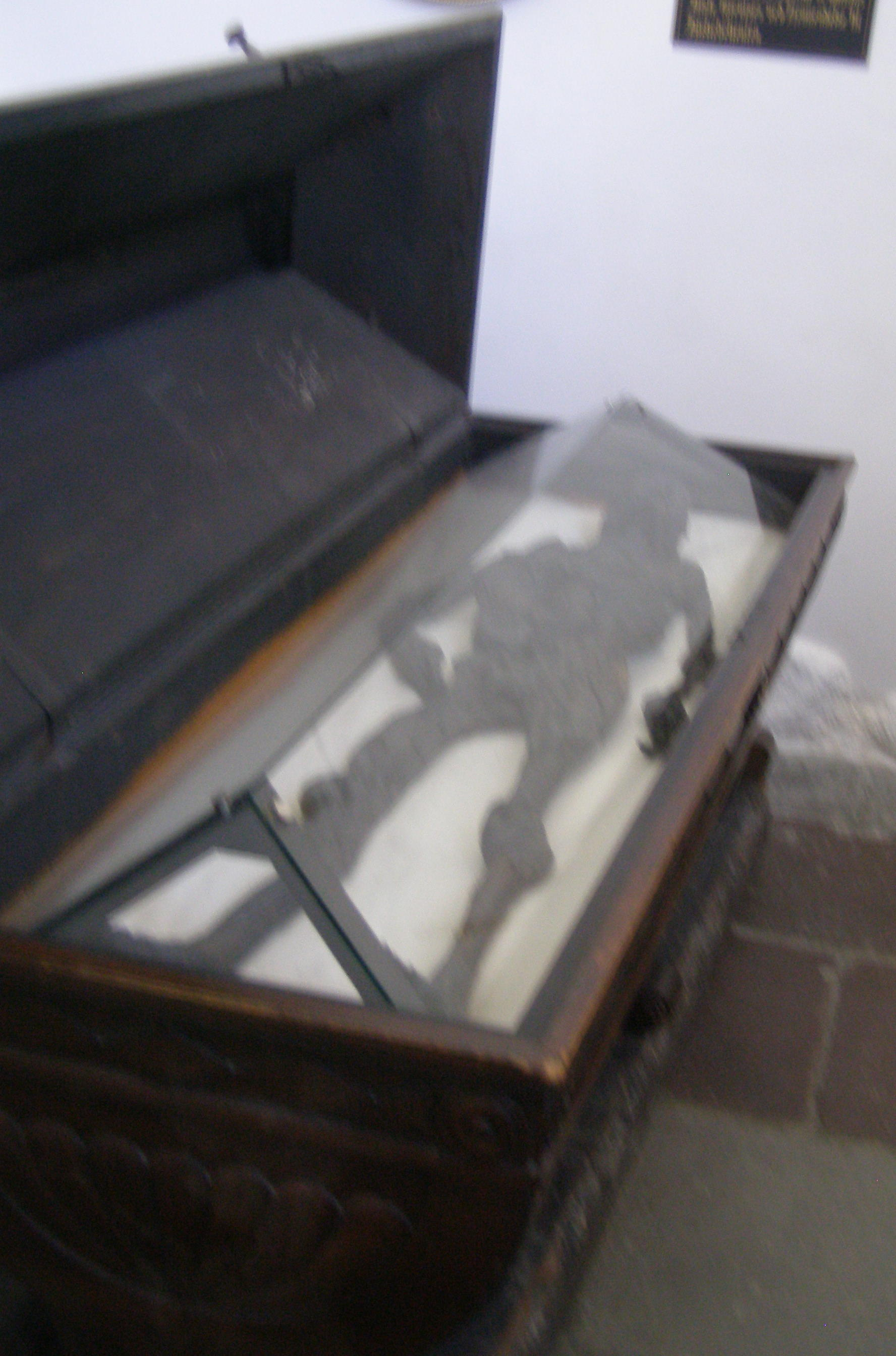
La dona d'Haraldskær en un cofre vidrat, Vejle, Dinamarca

Al 1835 es trobà el cos momificat d'una dona, la dona d'Haraldskaer, a Jutlàndia. Per la versió d'algunes fonts i manera en què morí reina consort, al principi es pensà que en podia ser Gunnhildr. El convenciment en fou tal que fins i tot el rei Frederic VI de Dinamarca manà fer un sarcòfag de fusta per guardar-ne el cos, i això ajudà a conservar-lo a diferència d'altres descobriments com l'home de Tollund, que pràcticament fou destruït i només se'n conserva el cap. Més tard la datació per radiocarboni demostrà que la mòmia pertanyia a una persona que visqué al s. VI ae, i no podia ser Gunnhildr.

## Literatura moderna
Gunnhild apareix com a malvada en la novel·la de Robert Leighton Olaf the Glorious (1934), una biografia fictícia sobre Olaf Tryggvason. També és protagonista de la novel·la Mare de ReyesKings (2003) de Poul Anderson i en The Soul Thief (2002) de Cecelia Holland. I apareix esmentada en The Demon of Scattery (1979) de Poul Anderson i Mildred Downey Broxon.